# Acacia eremaea
Acacia eremaea är en ärtväxtart som beskrevs av Cecil Rollo Payton Andrews. Acacia eremaea ingår i släktet akacior, och familjen ärtväxter. Inga underarter finns listade i Catalogue of Life.